# Liesbeth Bakker
Elisabeth Suzanna (Liesbeth) Bakker (1973) is een Nederlandse hoogleraar "Rewilding Ecology" aan Wageningen University & Research (WUR).
Toen ze in februari 2020 werd benoemd tot buitengewoon hoogleraar, was ze de eerste in Europa op het gebied van rewilding.
Rewilding is een breed begrip, dat op verschillende manieren kan worden ingevuld, en waarvoor eigenlijk geen goede Nederlandse vertaling is. In essentie gaat het er volgens Bakker om dat meer ruimte moet worden gegeven aan natuurlijke processen. De leerstoel waarop Bakker werd benoemd, was een gezamenlijk initiatief van de organisatie Rewilding Europe en NIOO-KNAW (het Nederlands Instituut voor Ecologie van de Koninklijke Nederlandse Akademie voor Wetenschappen).

## Biografie
Liesbeth Bakker studeerde biologie aan de Rijksuniversiteit Groningen. Ze behaalde cum laude haar master-titel in ecologie. Voor haar promotie (PhD) vertrok ze naar Wageningen.
Sinds 2005 is ze senior onderzoeker aan het NIOO.
In 2020 werd Bakker benoemd tot buitengewoon hoogleraar in Wageningen.
Ter gelegenheid daarvan vond op 3 december een online symposium plaats.
Op 29 september 2022 sprak ze haar inaugurele rede "The Ecology of Rewilding Landscapes" uit tijdens het symposium "Ecosystem Restoration through Rewilding: People, Policy, Practice" (het herstellen van ecosystemen door rewilding; mensen, politiek, praktijk).

## "Rewilding"
"De natuur kan heel goed voor zichzelf zorgen". Zo kan de visie van Bakker op natuurontwikkeling worden samengevat. In een artikel in Wageningen World uit 2020 zegt ze dat "rewilding" te vaak uitsluitend wordt geassocieerd met grote grazers. Maar ook abiotische processen, zoals overstromingen, (natuurlijke) waterpeilwisselingen of stuivend zand kunnen de kwaliteit van de natuur verbeteren. Ze legt uit dat de term "rewilding" zo'n twintig jaar geleden in Nederland overgenomen is uit de Verenigde Staten, maar dat de praktijk in Nederland al eerder veertig jaar oud is, bijvoorbeeld in het Nationaal Park Veluwezoom, waar in de jaren tachtig van de twintigste eeuw Schotse hooglanders werden geïntroduceerd, en in de Blauwe Kamer, waar — ondanks boerenprotesten — de rivierdijk werd doorgestoken en waar koniks en galloways werden ingezet om de ontstane rivierdynamiek te versterken.
Een meer actueel voorbeeld waar Bakker graag naar verwijst is de ontwikkeling van de Marker Wadden. Ze heeft daar — samen met anderen — onderzoek gedaan, waaruit blijkt "hoe ongelooflijk belangrijk ondiepten en natte oeverzones zijn voor vogels en voor paaiende en jonge vis. Het terugbrengen van natuurlijke land-waterovergangen, zoals moerassige oevers en ondergelopen graslanden, is dan ook essentieel voor het functioneren van het (Marker-)meer. Dat beschouw ik net zo goed als rewilding. Hoe dat in de praktijk moet en welke randvoorwaarden er gelden, wordt één van de speerpunten in mijn onderzoek."